# Hypomesus chishimaensis
Hypomesus chishimaensis es una especie de pez del género Hypomesus,  familia Osmeridae. Este pez habita en un ambiemte marino, salobre y fresco. Fue descripto por primera vez por Saruwatari, Lopéz y Pietsch, en 1997.